# A cápa (film)
A cápa (eredeti cím: Jaws) 1975-ben bemutatott horrorfilm, Peter Benchley A fehér cápa című regénye alapján. Rendezője Steven Spielberg. Az Egyesült Államokban 1975. június 20-án, Magyarországon napra pontosan 10 évvel az amerikai bemutató után 1985. június 20-án mutatták be a mozik.
Az alkotás Oscar-díjat nyert a legjobb vágás (Verna Fields), legjobb eredeti filmzene (John Williams) és a legjobb hang (Robert L. Hoyt, Roger Heman Jr., Earl Madery, John R. Carter) kategóriában. A rajongók a legfélelmetesebb horrorfilmek között tartják számon.

## Rövid történet
Amikor egy gyilkos cápa pánikot kelt egy Long Island-i strand látogatóiban, a helyi seriffnek, egy tengerbiológusnak és egy öreg tengerésznek kell levadásznia a fenevadat.

## Cselekmény
A történet egy Amity nevű szigetvárosban játszódik. A népszerű üdülőhely naponta több száz turistának biztosít szórakozást. Egy júniusi napon azonban borzalmas állapotban lévő, szétszaggatott emberi testrészeket sodor partra az óceán.
Martin Brody, a helyi rendőrfőnök úgy sejti, emberevő cápa garázdálkodik a környék vizeiben. Azonnal le szeretné záratni a strandokat, Amity polgármestere viszont egyrészt nem hisz neki, másrészt jól tudja, hogy a lezárás anyagi csőddel járna a város számára. Az ismétlődő cápatámadások után a rendőrfőnök kényszerül tengerre szállni egy biológus és egy veterán cápavadász oldalán, hogy megküzdjenek a szörnyeteggel.

## A szereplők
| Színész                                        | Szerep               | Magyar hang (1. szinkron, 1994) | Magyar hang (2. szinkron, 2005) | Leírás                                                                                               |
| ---------------------------------------------- | -------------------- | ------------------------------- | ------------------------------- | --- |
| Martin Brody                                   | Roy Scheider         | Dunai Tamás                     | Trokán Péter                    | Rendőrfőnök, akinek meg kell védenie a város lakóit egy emberevő cápától. Ellen férje, Matt barátja. |
| Quint                                          | Robert Shaw          | Szersén Gyula                   | Szersén Gyula                   | Cápavadász, aki hajóra száll Martinnal és Matt-tel. Az Orka hajó kapitánya.                          |
| Matt Hooper                                    | Richard Dreyfuss     | Görög László                    | Görög László                    | Oceanográfus, akinek a cápák a szakterülete. Martin barátja.                                         |
| Ellen Brody                                    | Lorraine Gary        | Kiss Mari                       | Kiss Mari                       | Martin Brody felesége.                                                                               |
| Larry Vaughn polgármester                      | Murray Hamilton      | Dobránszky Zoltán               | Harsányi Gábor                  | |
| Ben Meadows                                    | Carl Gottlieb        | Maros Gábor                     | Faragó András                   | |
| Leonard `Lenny` Hendricks rendőrfőnökhelyettes | Jeffrey Kramer       | Malcsiner Péter                 | Kerekes József                  | |
| Christine `Chrissie` Watkins                   | Susan Backlinie      | Balázs Ági                      | Kerekes Andrea                  | |
| Tom Cassidy                                    | Jonathan Filley      | Nyári Zoltán                    |                                 | |
| Mrs. Kintner                                   | Lee Fierro           | Pásztor Erzsi                   | Bessenyei Emma                  | |
| Alex M. Kintner                                | Jeffrey Voorhees     | Simonyi Balázs                  |                                 | |
| Orvosszakértő                                  | Robert Nevin         | Versényi László                 | Versényi László                 | |
| TV-riporter                                    | Peter Benchley       | Kautzky Armand                  | Seder Gábor                     | |
| Mr. Denherder                                  | Edward Chalmers, Jr. | Láng József                     | Láng József                     | |
| Charlie                                        | Robert Chambers      | Melis Gábor                     | Palóczy Frigyes                 | |
| Mrs. Taft                                      | Fritzi Jane Courtney | Kassai Ilona                    | Menszátor Magdolna              | |
| Mr. Taft                                       | Phil Murray          |                                 | Cs. Németh Lajos                | |
| Polly                                          | Peggy Scott          | Győri Ilona                     | Várnagy Kati                    | |
| Harry Wiseman                                  | Alfred Wilde         | Komlós András                   | Kun Vilmos                      | |
| Bruce (Protkó)                                 | saját hangján        | saját hangján                   | saját hangján                   | A nagy fehér cápa „beceneve”                                                                         |

## Háttér

### Valóság
Peter Benchley eredeti regénye valóban megtörtént eseményeket vett alapul. 1916 júliusában egy cápa felúszott a New Jersey közelében található Matawan nevű város édesvízű folyójába és több emberrel is végzett, míg sikerült elkapni.

### A forgatás
A film nagy részét a Martha's Vineyard szigeten forgatták 1974-ben, néhány jelenetet, melyben valódi cápák szerepelnek, Ausztráliában filmeztek le.
A legnagyobb költségvetéssel a gyilkos szörnyeteget alakító hatalmas, mechanikus műcápa járt. A Robert Mattey által tervezett, 150 000 dollárból felépített gépezetet „Bruce”-nak nevezték el, Steven Spielberg ügyvédje, Bruce Ramer után. Bruce mellett még különböző méretű hátuszonyokkal dolgoztak a trükkmesterek, illetve olyan modellekkel, melyek csak a cápa jobb és bal oldalát alkották.
A főhősök Orca nevű bárkáját két hajó „játszotta el”, a másodikat külön arra a jelenetre használták fel, melyben Roy Scheider a süllyedő Orcát igyekszik elhagyni. A kajütben játszódó jeleneteket stúdióban filmezték.
A műcápát A cápa 2. szörnyetegeként, „Brucette”-ként támasztották fel, az Orca roncsaival pedig az első és a harmadik folytatásban is találkozhatunk.

### Könyv és mozi
A regény (magyarul A fehér cápa címen jelent meg) és a film cselekménye számos dologban eltér. Főbb különbségek: a filmből teljesen hiányzik az a történetszál, mely Brody rendőrfőnök magánéletével, családi viszályaival foglalkozik, Spielberg sokkal látványosabb befejezést írt a forgatókönyv végére, valamint beleszőttek egy jelenetet, melyben Quint, a cápavadász meséli el a USS Indianapolis (CA-35) nevű hajó elsüllyesztésekor átélt borzalmakat. Utóbbi monológot maga a színész, Robert Shaw írta szerepe számára, és Roy Scheider teljesen improvizált „Ehhez egy nagyobb hajó kell” („We’re gonna need a bigger boat”) szövege mellett ezek a film legtöbbet idézett, leghatásosabbnak tartott sorai.

## Anyagi siker, fogadtatás
Bár katasztrofális jövőt jósoltak neki, a film anyagi bevétele sokszorosa volt a gyártás költségének. Sokan a Cápát tartják az első nyári blockbusternek, vagyis olyan produkciónak, mely köré hatalmas reklámkampány szövődik, s emiatt szinte mindenki ellátogat a mozikba, hogy megnézze. A filmtörténet addigi legmagasabb bevételét hozta, két évvel később viszont a Csillagok háborúja megdöntötte a rekordját. A kritikusok és a közönség egyaránt lelkesedett a filmért, mely hamarosan médiajelenséggé nőtte ki magát. Az elmúlt harminc évben sorra jelentek meg paródiák, utalások más mozikban és gyűjthető ajándéktárgyak. Rengeteg könyvet írtak a témában, és a John Williams által szerzett filmzenét is többször kiadták CD-n.

## Folytatások
Három folytatása készült a filmnek. Az első A cápa 2. volt 1978-ban Jeannot Szwarc rendezésében, a második az 1983-as A cápa 3., rendezője Joe Alves, aki az első rész tervezőjeként működött közre. Végül 1987-ben elkészült A cápa bosszúja Joseph Sargent rendezésében.
- Az 1995-ös Az emberevő cápa című olasz filmet néhol Jaws 5-ként lehet megtalálni, valójában jogilag semmi köze nincs az A cápa-filmekhez, azon kívül, hogy szemérmetlen módon koppintja a történetüket, ami semmiképpen nem tekinthető hivatalos folytatásnak.
- 2006-ban jelent meg a magyar Appaloosa Interactive által fejlesztett Jaws Unleashed nevű játékprogram, mely a filmek történetét folytatja.
- A Universal saját bevallása szerint nem tervez új A cápa folytatásokat, de elképzelhető, hogy elkészítik az első film remake-jét.
- Az 1989-es Vissza a jövőbe II. című film egyik – 2015-ben játszódó – jelenetében a sorozat elképzelt, 19. részének háromdimenziós reklámja látható. A Universal Pictures a 2015. október 21-i Vissza a jövőbe nap tiszteletére elkészítette a előzetest.[2]